# Grüne Brombeer-Bandeule
|  | Dieser Artikel wurde aufgrund von formalen oder inhaltlichen Mängeln in der Qualitätssicherung Biologie zur Verbesserung eingetragen. Dies geschieht, um die Qualität der Biologie-Artikel auf ein akzeptables Niveau zu bringen. Bitte hilf mit, diesen Artikel zu verbessern! Artikel, die nicht signifikant verbessert werden, können gegebenenfalls gelöscht werden. Lies dazu auch die näheren Informationen in den Mindestanforderungen an Biologie-Artikel. |

Die Grüne Brombeer-Bandeule (Ophiusa tirhaca, Syn.: Noctua tirrhaea) ist ein Schmetterling aus der Familie der Eulenfalter (Noctuidae), welcher im Mittelmeerraum bis in die Südalpen, aber vorwiegend in Australien und in den subtropischen Regionen Asiens verbreitet ist.

## Merkmale
Die Falter erreichen eine Flügelspannweite von 50 bis 65 Millimetern. Die Vorderflügel haben eine auffällige leuchtend hellgrüne oder braungrüne Grundfarbe. Am Saum befindet sich eine braune Binde. Die Nierenmakel besitzen die gleiche braune Färbung wie die Binde, und an der Costalader befindet sich ein dunkelbrauner, dreieckiger Fleck. Die gelben Hinterflügel besitzen eine dunkelbraune Querbinde.
Die rötlich-graue Raupe ist dunkel gezeichnet.

## Lebensweise
Die Falter fliegen in zwei Generationen von Anfang März bis Ende April und von Anfang September bis Anfang November. Die Art ist als Einwanderer nach Europa gekommen und besiedelt hier wärmere Gebiete, wie den Mittelmeerraum.

### Nahrung der Raupe
Die Raupen ernähren sich u. a. von:
- Mastixstrauch (Pistacia lentiscus)[2]
- Zistrosen (Cistus)[2]
- Perückenstrauch (Cotinus coggygria)[2]
- Schneeball (Viburnum)[2]
- Pelargonien (Pelargonium)[2]
- Eukalypten (Eucalyptus)[3]
- Terpentin-Pistazie (Pistacia terebinthus)[3]
- Seidelbast (Daphne)[3]
- Langfäden (Combretum)[3]

## Galerie

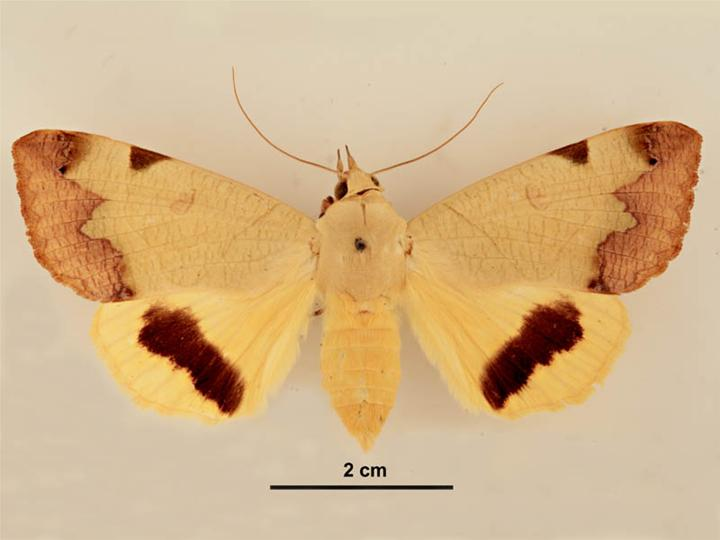
Oberseite eines Weibchens
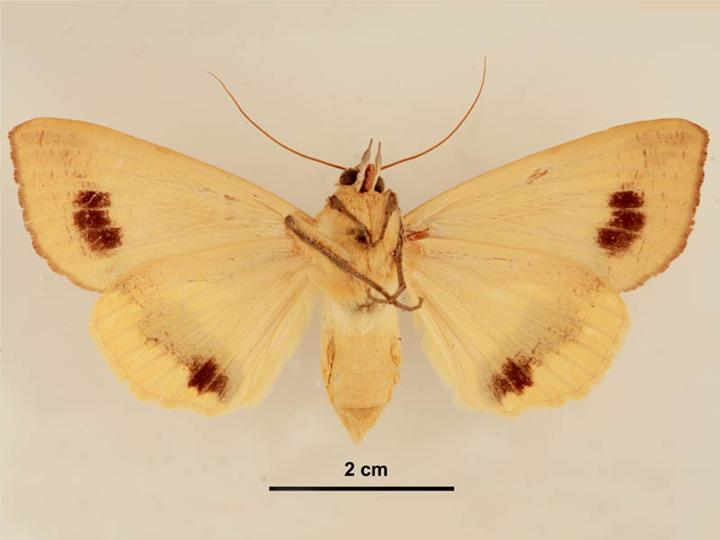
Unterseite eines Weibchens
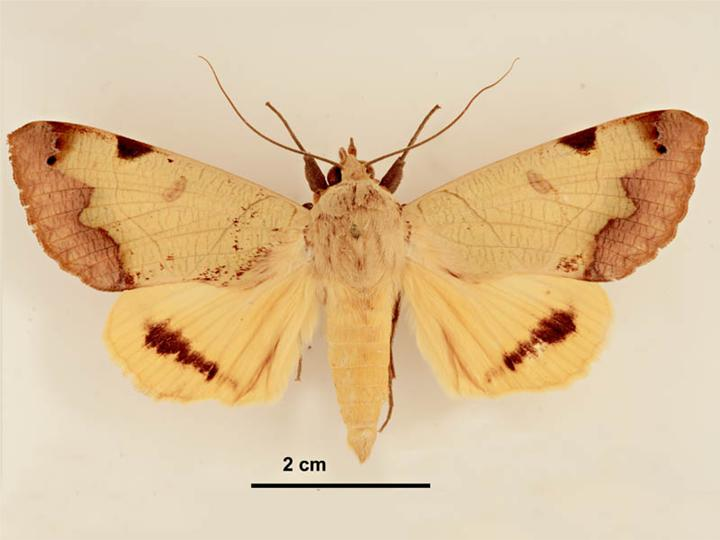
Oberseite eines Männchens
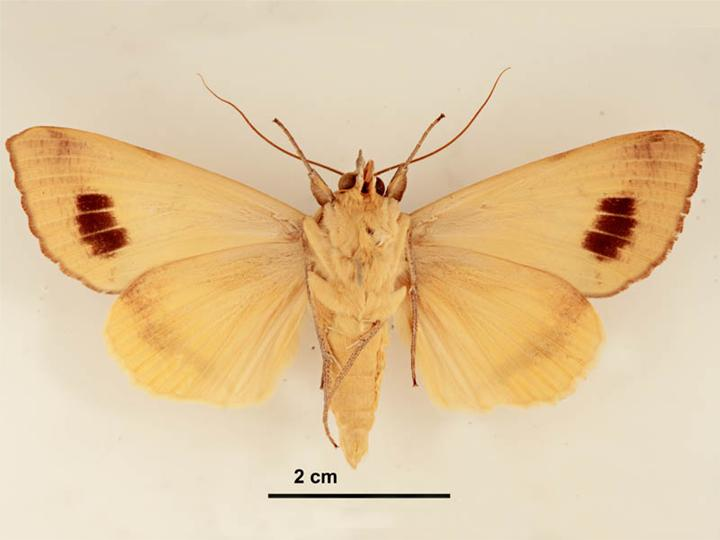
Unterseite eines Männchens